# Lankford Corner, Virginia
Lankford Corner là một cộng đồng chưa hợp nhất tại các hạt Lancaster và Northumberland thuộc bang Virginia của Hoa Kỳ.